# Marquesado de Blanco-Hermoso
El marquesado de Blanco-Hermoso es un título nobiliario español creado por el rey Fernando VII, por carta del 9 de julio de 1817 a favor de Juan Antonio Muñoz-Cobo y Calleja.
La denominación del título se refiere al mayorazgo del primer titular de Blanco-Hermoso en la sierra de Montoro.

## Titulares
|                           | Titular                                  | Periodo                   |                           |
| Creación por Fernando VII | Creación por Fernando VII                | Creación por Fernando VII | Creación por Fernando VII |
| ------------------------- | ---------------------------------------- | ------------------------- | ------------------------- |
| I                         | Juan Antonio Muñoz-Cobo y Calleja        | 1817-1831                 |                           |
| II                        | Ana Josefa Muñoz-Cobo y García del Prado | 1831-1870                 |                           |
| III                       | Luis López de Mendoza y Muñoz-Cobo       | 1870-1885                 |                           |
| IV                        | Ana López de Mendoza y Muñoz-Cobo        | 1886-1913                 |                           |
| V                         | Ana Josefa Mariscal y Tirado             | 1922-1972                 |                           |
| VI                        | Pedro José Palomeque y Mariscal          | 1973-1984                 |                           |
| VII                       | Pedro José Palomeque y Messía            | 1985-actual titular       |                           |

## Marqueses de Blanco Hermoso
- Juan Antonio Muñoz-Cobo y Calleja (Villa del Río, 12 de enero de 1755-5 de febrero de 1831), I marqués de Blanco-Hermoso.[1] Era hijo de Juan Claudio Muñoz-Cobo y Calleja (m. 1786) y de Josefa González de Canales y Borrego.[3]

Se casó en Villa del Río en 1802 con Inés María García del Prado y Guerrero, natural de Villafranca de las Agujas, hija de Andrés García del Prado de Montoro y de Inés Guerrero. Le sucedió su hija en 1831:
- Ana Josefa Muñoz-Cobo y García del Prado (Villa del Río, 20 de abril de 1803-Jaén, 24 de mayo de 1870), II marquesa de Blanco-Hermoso.[1][3]

Casada con Juan de la Cruz López de Mendoza y Cañaveral, natural de Úbeda, señor de la villa de Torrejón de Mendoza, regidor de Porcuna, Martos y Arjonilla, maestrante de Granada, etc. Tuvieron dos hijos, Luis y Ana, ambos marqueses de Blanco-Hermoso.
- Luis López de Mendoza y Muñoz-Cobo (Villa del Río, 1830-1885), III marqués de Blanco-Hermoso en 2 de noviembre de 1870.[1]

Se casó con Dolores Escobedo y García Callejón (n. Martos, 1831). Sin descendencia, por lo que el marquesado recayó en su hermana Ana que sucedió en el título el 15 de noviembre de 1886:
- Ana López de Mendoza y Muñoz-Cobo (Jaén, 2 de enero de 1828-17 de mayo de 1913), IV marquesa de Blanco-Hermoso.

Se casó con Antonio Mariscal y López de Navajas (1890-1951). Tuvieron un hijo, Emilio Mariscal y López de Mendoza (4 de abril de 1863-10 de marzo de 1896), que no heredó el título por morir antes que su madre. Había casado el 17 de enero de 1892 con María del Pilar Tirado y Palacio (m. Madrid, 11 de agosto de 1950). En 26 de junio de 1922 por rehabilitación le sucedió su nieta (tras renuncia del hermano de ésta, Antonio Mariscal y Tirado), hija de Emilio Mariscal y López de Mendoza y de su esposa:
- Ana Josefa Mariscal y Tirado (m.  Jaén, 13 de enero de 1972), V marquesa de Blanco-Hermoso.[1]

Se casó con Pedro Palomeque y García de Quesada (m. 1956). Una hija de este matrimonio, Luisa Carlota Palomeque de Céspedes y Mariscal, contrajo matrimonio con Diego de León y Ponce de León, VIII marqués del Castillo del Valle de Sidueña. Le sucedió su hijo:
- Pedro José Palomeque y Mariscal (m. 1984), VI marqués de Blanco-Hermoso.[1][5]

Se casó con María Teresa Messía Sáenz. Le sucedió su hijo:
- Pedro José Palomeque y Messía (n. Jaén, 29 de abril de 1957), VII marqués de Blanco-Hermoso.[1][6] Abogado de profesión.

Casado con María del Mar Carazo Calatayud, con la que tuvo dos hijos, Pedro y Manuel.